# تاکوآرمبو
تاکوئارمبو (به اسپانیایی: Tacuarembó) شهری در کشور اروگوئه، استان تاکوئارمبو است که جمعیت آن در سرشماری سال ۲۰۰۴ میلادی ۵۱٬۲۲۴ نفر بوده‌است.